# Dyskografia Johna Zorna
Twórczość Johna Zorna obejmuje ponad 200 wydawnictw muzycznych, których jest on (współ-)wykonawcą lub kompozytorem. Na prawie 2100 albumach jest on wymieniony jako producent. Przedstawiona tutaj lista obejmuje albumy wydane pod jego nazwiskiem bądź nazwą jednego z jego wielu projektów, skomponowane przez niego (lecz wykonane przez innych muzyków) oraz wspólne projekty, w których Zorn brał udział.

## Albumy wydane pod własnym nazwiskiem
| Rok  | Tytuł                                                                        | Wydawnictwo            | Format         | Wznowienia                                     | Komentarze |
| ---- | ---------------------------------------------------------------------------- | ---------------------- | -------------- | ---------------------------------------------- | --- |
| 1980 | Pool                                                                         | Parachute              | 2LP            | Tzadik (2001)                                  | – |
| 1981 | Archery                                                                      | Parachute              | 2LP            | Tzadik (2000)                                  | – |
| 1983 | Locus Solus                                                                  | Rift                   | 2LP            | Eva (1991), Tzadik (1997)                      | – |
| 1983 | The Classic Guide to Strategy: Volume 1                                      | Lumina                 | LP             | –                                              | – |
| 1985 | The Classic Guide to Strategy: Volume 2                                      | Lumina                 | LP             | –                                              | – |
| 1986 | The Big Gundown                                                              | Nonesuch               | LP, kaseta, CD | Tzadik (2000)                                  | tylko kompozytor |
| 1987 | Cobra                                                                        | HatHut                 | 2LP            | Nippon Crown (1991), HatHut (1991, 2001, 2002) | nagrane na żywo w 1985, 1986 w studio; tylko kompozytor                                                                                             |
| 1987 | Spillane                                                                     | Nonesuch               | LP, CD         | –                                              | tylko kompozytor |
| 1988 | Spy vs Spy: The Music of Ornette Coleman                                     | Nonesuch               | CD, LP         | –                                              | z Tim Berne, Mark Dresser, Joey Baron, Michael Vatcher                                                                                              |
| 1990 | The John Zorn Radio Hour                                                     | Nonesuch               | CD             | –                                              | „Audycja radiowa” w wykonaniu Zorna. |
| 1992 | Elegy                                                                        | Eva                    | CD             | Tzadik (1995), Eva (1995)                      | tylko kompozytor |
| 1993 | Kristallnacht                                                                | Eva                    | CD             | Tzadik (1995)                                  | tylko kompozytor |
| 1994 | John Zorn's Cobra: Tokyo Operations '94                                      | Avant                  | CD             | –                                              | – |
| 1995 | First Recordings 1973                                                        | Tzadik                 | CD             | –                                              | solo (nagrane 1973 i 1974) |
| 1995 | John Zorn's Cobra: Live at the Knitting Factory                              | Knitting Factory Works | CD             | –                                              | album koncertowy |
| 1995 | Redbird                                                                      | Tzadik                 | CD             | –                                              | tylko kompozytor |
| 1995 | The Book of Heads                                                            | Tzadik                 | CD             | –                                              | tylko kompozytor; wykonanie: Marc Ribot |
| 1997 | Duras: Duchamp                                                               | Tzadik                 | CD             | –                                              | tylko kompozytor |
| 1997 | New Traditions in East Asian Bar Bands                                       | Tzadik                 | CD             | –                                              | tylko kompozytor |
| 1997 | Lacrosse                                                                     | Tzadik                 | CD             | –                                              | – |
| 1997 | Hockey                                                                       | Tzadik                 | CD             | –                                              | – |
| 1997 | Parachute Years                                                              | Tzadik                 | 7CD            | –                                              | Box z albumami serii game-pieces: Lacrosse, Hockey, Pool, Archery oraz materiałem bonusowym.                                                        |
| 1998 | Angelus Novus                                                                | Tzadik                 | CD             | –                                              | tylko kompozytor |
| 1998 | Aporias: Requia for Piano and Orchestra                                      | Tzadik                 | CD             | –                                              | tylko kompozytor; wykonanie: American Composers Orchestra i Dennis Russell Davies, chór dziecięcy Radia Węgierskiego oraz Stephen Drury (fortepian) |
| 1998 | The Bribe                                                                    | Tzadik                 | CD             | –                                              | – |
| 1998 | Music for Children                                                           | Tzadik                 | CD             | Tzadik (2009)                                  | – |
| 1999 | Godard/Spillane                                                              | Tzadik                 | CD             | –                                              | tylko kompozytor; składanka złożona z trzech wcześniej wydanych albumów                                                                             |
| 1999 | The String Quartets                                                          | Tzadik                 | CD             | –                                              | tylko kompozytor |
| 1999 | Taboo & Exile                                                                | Tzadik                 | CD             | –                                              | tylko kompozytor |
| 2000 | Xu Feng                                                                      | Tzadik                 | CD             | –                                              | tylko kompozytor |
| 2000 | Cartoon / S&M                                                                | Tzadik                 | 2CD            | –                                              | tylko kompozytor |
| 2001 | Madness, Love and Mysticism                                                  | Tzadik                 | CD             | –                                              | tylko kompozytor |
| 2001 | Songs from the Hermetic Theatre                                              | Tzadik                 | CD             | –                                              | – |
| 2001 | The Gift                                                                     | Tzadik                 | CD             | –                                              | – |
| 2002 | IAO                                                                          | Tzadik                 | CD             | –                                              | – |
| 2002 | Cobra: John Zorn's Game Pieces Volume 2                                      | Tzadik                 | CD             | –                                              | tylko kompozytor |
| 2003 | Chimeras                                                                     | Tzadik                 | CD             | Tzadik (2010)                                  | tylko kompozytor |
| 2004 | Magick                                                                       | Tzadik                 | CD             | –                                              | tylko kompozytor |
| 2005 | Mysterium                                                                    | Tzadik                 | CD             | –                                              | tylko kompozytor |
| 2005 | Rituals                                                                      | Tzadik                 | CD             | –                                              | tylko kompozytor |
| 2007 | From Silence to Sorcery                                                      | Tzadik                 | CD             | –                                              | tylko kompozytor |
| 2008 | The Dreamers                                                                 | Tzadik                 | CD             | –                                              | – |
| 2009 | Alhambra Love Songs                                                          | Tzadik                 | CD             | –                                              | tylko kompozytor |
| 2009 | Femina                                                                       | Tzadik                 | CD             | –                                              | tylko kompozytor |
| 2009 | O'o                                                                          | Tzadik                 | CD             | –                                              | tylko kompozytor |
| 2010 | In Search of the Miraculous                                                  | Tzadik                 | CD             | –                                              | tylko kompozytor |
| 2010 | The Dreamers - The Gentle Side                                               | Tzadik                 | CD             | –                                              | kompilacja The Dreamers |
| 2010 | Dictée/Liber Novus                                                           | Tzadik                 | CD             | –                                              | – |
| 2010 | The Goddess – Music for the Ancient Days                                     | Tzadik                 | CD             | –                                              | tylko kompozytor |
| 2010 | What Thou Wilt                                                               | Tzadik                 | CD             | –                                              | tylko kompozytor |
| 2010 | Interzone                                                                    | Tzadik                 | CD             | –                                              | – |
| 2011 | The Satyr's Play / Cerberus                                                  | Tzadik                 | CD             | –                                              | tylko kompozytor |
| 2011 | Nova Express                                                                 | Tzadik                 | CD             | –                                              | tylko kompozytor; wykonanie: Nova Quartet (John Medeski, Kenny Wollesen, Trevor Dunn, Joey Baron)                                                   |
| 2011 | Enigmata                                                                     | Tzadik                 | CD             | –                                              | tylko kompozytor; duo Marc Ribot i Trevor Dunn |
| 2011 | At the Gates of Paradise                                                     | Tzadik                 | CD             | –                                              | tylko kompozytor; wykonanie: Nova Quartet |
| 2011 | A Dreamers Christmas                                                         | Tzadik                 | CD, LP         | –                                              | tylko kompozytor |
| 2012 | Mount Analogue                                                               | Tzadik                 | CD             | –                                              | tylko kompozytor |
| 2012 | The Gnostic Preludes                                                         | Tzadik                 | CD             | –                                              | tylko kompozytor; wykonanie: The Gnostic Trio (Carol Emanuel, Bill Frisell, Kenny Wollesen)                                                         |
| 2012 | Nosferatu                                                                    | Tzadik                 | CD             | –                                              | – |
| 2012 | The Hermetic Organ                                                           | Tzadik                 | CD             | –                                              | solo na organach |
| 2012 | Rimbaud                                                                      | Tzadik                 | CD             | –                                              | – |
| 2012 | A Vision in Blakelight                                                       | Tzadik                 | CD             | –                                              | tylko kompozytor; wykonanie: Nova Quartet z Cyro Baptistą i Carol Emanuel                                                                           |
| 2012 | Music and Its Double                                                         | Tzadik                 | CD             | –                                              | tylko kompozytor |
| 2012 | The Concealed                                                                | Tzadik                 | CD             | –                                              | tylko kompozytor; wykonanie: Nova Quartet z Markiem Feldmanem i Erikiem Friedlanderem                                                               |
| 2013 | Lemma                                                                        | Tzadik                 | CD             | –                                              | tylko kompozytor |
| 2013 | Dreamachines                                                                 | Tzadik                 | CD             | –                                              | tylko kompozytor; wykonanie: Nova Quartet |
| 2013 | The Mysteries                                                                | Tzadik                 | CD             | –                                              | tylko kompozytor; wykonanie: The Gnostic Trio |
| 2013 | On The Torment Of Saints, The Casting Of Spells And The Evocation Of Spirits | Tzadik                 | CD             | –                                              | tylko kompozytor |
| 2013 | In Lambeth - Visions From The Walled Garden Of William Blake                 | Tzadik                 | CD             | –                                              | tylko kompozytor; wykonanie: The Gnostic Trio (z Ikue Mori)                                                                                         |
| 2013 | Shir Hashirim                                                                | Tzadik                 | CD             | –                                              | tylko kompozytor; kompozycje a capella |
| 2014 | The Hermetic Organ vol. 2–St. Paul’s Chapel                                  | Tzadik                 | CD             | –                                              | solo na organach |
| 2014 | Psychomagia                                                                  | Tzadik                 | CD             | –                                              | tylko kompozytor; wykonanie: Abraxas Shanira Ezry Blumenkranza                                                                                      |
| 2014 | Alchemist                                                                    | Tzadik                 | CD             | –                                              | tylko kompozytor; kwartet smyczkowy |
| 2014 | Fragmentations, Prayers And Interjections                                    | Tzadik                 | CD             | –                                              | tylko kompozytor; muzyka dla orkiestry |
| 2014 | Live At The Hall Of Mirrors                                                  | Tzadik                 | CD             | –                                              | tylko kompozytor; trio fortepianowe |
| 2014 | Myth and Mythopoeia                                                          | Tzadik                 | CD             | –                                              | tylko kompozytor |
| 2014 | On Leaves of Grass                                                           | Tzadik                 | CD             | –                                              | tylko kompozytor; Nova-Quartett |
| 2014 | The Testament of Solomon                                                     | Tzadik                 | CD             | –                                              | tylko kompozytor; The Gnostic Trio |
| 2014 | Valentine's Day                                                              | Tzadik                 | CD             | –                                              | tylko kompozytor; kompozycje z Enigmaty w wykonaniu trio (Ribot, Dunn i Tyshawn Sorey)                                                              |
| 2014 | Transmigration Of The Magus                                                  | Tzadik                 | CD             | –                                              | tylko kompozytor; The Gnostic Trio |
| 2015 | John Zorn’s Olympiad–Vol. 1 Dither Plays Zorn                                | Tzadik                 | CD             | –                                              | tylko kompozytor; nagrane w latach 70. game pieces                                                                                                  |
| 2015 | The Hermetic Organ Vol. 3–St. Paul’s Hall, Huddersfield                      | Tzadik                 | CD             | –                                              | solo na organach |
| 2015 | Hen to Pan                                                                   | Tzadik                 | CD             | –                                              | tylko kompozytor |
| 2015 | Simulacrum                                                                   | Tzadik                 | CD             | –                                              | tylko kompozytor |
| 2015 | The Song Project Live At LPR                                                 | Tzadik                 | LP set         | –                                              | tylko kompozytor |
| 2015 | Pellucidar–A Dreamers Fantabula                                              | Tzadik                 | CD             | –                                              | tylko kompozytor; The Dreamers |
| 2015 | Forro Zinho – Forro In The Dark Plays Zorn                                   | Tzadik                 | CD             | –                                              | tylko kompozytor; nagranie Forro In The Dark |
| 2015 | The True Discoveries Of Witches And Demons                                   | Tzadik                 | CD             | –                                              | tylko kompozytor; Simulacrum Trio + Marc Ribot i Trevor Dunn                                                                                        |
| 2015 | Inferno                                                                      | Tzadik                 | CD             | –                                              | tylko kompozytor; Simulacrum Trio |
| 2015 | James Moore Plays The Book Of Heads                                          | Tzadik                 | CD + DVD       | –                                              | tylko kompozytor; DVD z filmem Stephena Taylora |

## Filmworks
| Rok  | Tytuł                                                                | Wydawnictwo   | Format | Wznowienia                     | Komentarze                        |
| ---- | -------------------------------------------------------------------- | ------------- | ------ | ------------------------------ | --------------------------------- |
| 1990 | Filmworks 1986-1990                                                  | Wave, Eva     | CD     | Nonesuch (1992), Tzadik (1997) | –                                 |
| 1995 | Filmworks II: Music for an Untitled Film by Walter Hill              | Toy’s Factory | CD     | Tzadik (1996)                  | –                                 |
| 1995 | Filmworks III: 1990-1995                                             | Eva           | CD     | Tzadik (1997)                  | –                                 |
| 1996 | Filmworks IV: S/M + More                                             | Tzadik        | CD     | –                              | –                                 |
| 1996 | Filmworks V: Tears of Ecstasy                                        | Tzadik        | CD     | –                              | –                                 |
| 1997 | Filmworks VI: 1996                                                   | Tzadik        | CD     | –                              | –                                 |
| 1997 | Filmworks VII: Cynical Hysterie Hour                                 | Tzadik        | CD     | –                              | Pierwsze wydanie 1989 (Sony CBS). |
| 1998 | Filmworks VIII: 1997                                                 | Tzadik        | CD     | –                              | –                                 |
| 2000 | Filmworks IX: Trembling Before G-d                                   | Tzadik        | CD     | –                              | –                                 |
| 2001 | Filmworks X: In the Mirror of Maya Deren                             | Tzadik        | CD     | –                              | –                                 |
| 2002 | Filmworks XI: Secret Lives                                           | Tzadik        | CD     | –                              | –                                 |
| 2002 | Filmworks XII: Three Documentaries                                   | Tzadik        | CD     | –                              | –                                 |
| 2002 | Filmworks XIII: Invitation to a Suicide                              | Tzadik        | CD     | –                              | –                                 |
| 2003 | Filmworks XIV: Hiding and Seeking                                    | Tzadik        | CD     | –                              | –                                 |
| 2005 | Filmworks XV: Protocols of Zion                                      | Tzadik        | CD     | –                              | –                                 |
| 2005 | Filmworks XVI: Workingman's Death                                    | Tzadik        | CD     | –                              | –                                 |
| 2005 | Filmworks Anthology – 20 Years of Soundtrack Music                   | Tzadik        | CD     | –                              | Best-of                           |
| 2006 | Filmworks XVII: Notes on Marie Menken/Ray Bandar: A Life with Skulls | Tzadik        | CD     | –                              | –                                 |
| 2006 | Filmworks XVIII: The Treatment                                       | Tzadik        | CD     | –                              | –                                 |
| 2008 | Filmworks XIX: The Rain Horse                                        | Tzadik        | CD     | –                              | –                                 |
| 2008 | Filmworks XX: Sholem Aleichem                                        | Tzadik        | CD     | –                              | –                                 |
| 2008 | Filmworks XXI: Belle de Nature/The New Rijksmuseum                   | Tzadik        | CD     | –                              | –                                 |
| 2008 | Filmworks XXII: The Last Supper                                      | Tzadik        | CD     | –                              | –                                 |
| 2009 | Filmworks XXIII: El General                                          | Tzadik        | CD     | –                              | –                                 |
| 2010 | Filmworks XXIV: The Nobel Prizewinner                                | Tzadik        | CD     | –                              | –                                 |
| 2013 | Filmworks XXV: City of Slaughter/Schmatta/Beyond the Infinite        | Tzadik        | CD     | –                              | –                                 |

## Naked City
| Rok  | Tytuł                                              | Wydawnictwo   | Format         | Wznowienia                           | Komentarze                        |
| ---- | -------------------------------------------------- | ------------- | -------------- | ------------------------------------ | --------------------------------- |
| 1989 | Naked City                                         | Nonesuch      | CD, LP, kaseta | –                                    | opublikowane pod nazwiskiem Zorna |
| 1989 | Torture Garden                                     | Shimmy Disc   | CD, kaseta     | Earache (1991), Toy’s Factory (1991) | –                                 |
| 1992 | Grand Guignol                                      | Avant         | CD             | –                                    | –                                 |
| 1992 | Leng Tch'e                                         | Toy’s Factory | CD             | –                                    | –                                 |
| 1992 | Heretic                                            | Avant         | CD             | –                                    | –                                 |
| 1993 | Radio                                              | Avant         | CD             | –                                    | –                                 |
| 1993 | Absinthe                                           | Avant         | CD             | –                                    | –                                 |
| 2002 | Naked City Live, Vol. 1: The Knitting Factory 1989 | Tzadik        | CD             | –                                    | album koncertowy                  |
| 2005 | Naked City: The Complete Studio Recordings         | Tzadik        | 5CD            | –                                    | kompilacja                        |

## Painkiller
| Rok  | Tytuł                             | Wydawnictwo                        | Format         | Wznowienia                               | Komentarze                                  |
| ---- | --------------------------------- | ---------------------------------- | -------------- | ---------------------------------------- | ------------------------------------------- |
| 1991 | Guts of a Virgin                  | Earache, Toy’s Factory             | CD, LP         | –                                        | EP                                          |
| 1992 | Buried Secrets                    | Earache, Toy’s Factory, Relativity | CD, LP, kaseta | –                                        | EP                                          |
| 1993 | Rituals: Live in Japan            | Toy’s Factory                      | CD             | –                                        | Live-Album                                  |
| 1994 | Execution Ground                  | Subharmonic                        | 2CD            | Toy’s Factory (1995), Subharmonic (1995) | Wznowienia z dodatkową płytą Live in Nagoya |
| 1997 | Collected Works                   | Tzadik                             | 4CD            | –                                        | kompilacja                                  |
| 1998 | Guts of a Virgin & Buried Secrets | Earache                            | CD             | Soyuz Music (2003)                       | kompilacja                                  |
| 2002 | Talisman: Live in Nagoya          | Tzadik                             | CD             | –                                        | album koncertowy                            |
| 2013 | The Prophecy                      | Tzadik                             | CD             | –                                        | album koncertowy, nagrany 2004-2005         |

## The Moonchild Trio
| Rok  | Tytuł                          | Wydawnictwo | Format |
| ---- | ------------------------------ | ----------- | ------ |
| 2006 | Moonchild: Songs without Words | Tzadik      | CD     |
| 2006 | Astronome                      | Tzadik      | CD     |
| 2007 | Six Litanies for Heliogabalus  | Tzadik      | CD     |
| 2008 | The Crucible                   | Tzadik      | CD     |
| 2010 | Ipsissimus                     | Tzadik      | CD     |
| 2012 | Templars: In Sacred Blood      | Tzadik      | CD     |
| 2014 | The Last Judgement             | Tzadik      | CD     |

## Masada Book of Songs
| Rok  | Tytuł                                        | Wydawnictwo | Format | Komentarze                                          |
| ---- | -------------------------------------------- | ----------- | ------ | --------------------------------------------------- |
| 1994 | Masada: Alef                                 | DIW         | CD     | –                                                   |
| 1994 | Masada: Beit                                 | DIW         | CD     | –                                                   |
| 1994 | Masada: Gimel                                | DIW         | CD     | –                                                   |
| 1995 | Masada: Dalet                                | DIW         | CD     | EP                                                  |
| 1995 | Masada: Hei                                  | DIW         | CD     | –                                                   |
| 1995 | Masada: Vav                                  | DIW         | CD     | –                                                   |
| 1995 | Live                                         | Jazz Door   | CD     | album koncertowy                                    |
| 1996 | Bar Kokhba                                   | Tzadik      | CD     | –                                                   |
| 1996 | Masada: Zayin                                | DIW         | CD     | –                                                   |
| 1997 | Masada: Het                                  | DIW         | CD     | –                                                   |
| 1998 | The Circle Maker                             | Tzadik      | 2CD    | podwójny album Bar Kokhba Sextet/Masada String Trio |
| 1998 | Masada: Tet                                  | DIW         | CD     | –                                                   |
| 1998 | Masada: Yod                                  | DIW         | CD     | –                                                   |
| 1998 | Live in Taipei 1995                          | Tzadik      | 2CD    | album koncertowy                                    |
| 1999 | Live in Jerusalem 1994                       | Tzadik      | 2CD    | album koncertowy                                    |
| 1999 | Live in Middelheim 1999                      | Tzadik      | CD     | album koncertowy                                    |
| 2000 | Live in Sevilla 2000                         | Tzadik      | CD     | album koncertowy                                    |
| 2001 | Live at Tonic 2001                           | Tzadik      | 2CD    | album koncertowy                                    |
| 2002 | First Live 1993                              | Tzadik      | CD     | album koncertowy                                    |
| 2003 | Masada Guitars                               | Tzadik      | CD     | seria Anniversary                                   |
| 2003 | Voices in the Wilderness                     | Tzadik      | 2CD    | seria Anniversary                                   |
| 2003 | The Unknown Masada                           | Tzadik      | CD     | seria Anniversary                                   |
| 2004 | Masada Recital                               | Tzadik      | CD     | seria Anniversary                                   |
| 2005 | Electric Masada: At the Mountains of Madness | Tzadik      | CD     | –                                                   |
| 2005 | Masada Rock                                  | Tzadik      | CD     | seria Anniversary                                   |
| 2005 | Sanhedrin 1994-1997                          | Tzadik      | 2CD    | –                                                   |

## 50th Birthday Celebration
| Rok  | Wykonawca                                   | Tytuł                                                                          | Wydawnictwo | Format |
| ---- | ------------------------------------------- | ------------------------------------------------------------------------------ | ----------- | ------ |
| 2004 | Masada String Trio                          | 50th Birthday Celebration Volume 1                                             | Tzadik      | CD     |
| 2004 | Milford Graves / John Zorn                  | 50th Birthday Celebration Volume 2                                             | Tzadik      | CD     |
| 2004 | Locus Solus                                 | 50th Birthday Celebration Volume 3                                             | Tzadik      | CD     |
| 2004 | Electric Masada                             | 50th Birthday Celebration Volume 4                                             | Tzadik      | CD     |
| 2004 | Fred Frith / John Zorn                      | 50th Birthday Celebration Volume 5                                             | Tzadik      | CD     |
| 2004 | Hemophiliac                                 | 50th Birthday Celebration Volume 6                                             | Tzadik      | CD     |
| 2004 | Masada                                      | 50th Birthday Celebration Volume 7                                             | Tzadik      | CD     |
| 2004 | Wadada Leo Smith / Susie Ibarra / John Zorn | 50th Birthday Celebration Volume 8                                             | Tzadik      | CD     |
| 2004 | John Zorn                                   | 50th Birthday Celebration Volume 9: The Classic Guide to Strategy Volume Three | Tzadik      | CD     |
| 2005 | Yamataka Eye / John Zorn                    | 50th Birthday Celebration Volume 10                                            | Tzadik      | CD     |
| 2005 | Bar Kokhba Sextet                           | 50th Birthday Celebration Volume 11                                            | Tzadik      | CD     |
| 2005 | Painkiller                                  | 50th Birthday Celebration Volume 12                                            | Tzadik      | CD     |

## Book of Angels
| Rok  | Wykonawca                         | Tytuł                                | Wydawnictwo      | Format |
| ---- | --------------------------------- | ------------------------------------ | ---------------- | ------ |
| 2005 | Jamie Saft Trio                   | Astaroth: Book of Angels Volume 1    | Tzadik           | CD     |
| 2005 | Masada String Trio                | Azazel: Book of Angels Volume 2      | Tzadik           | CD     |
| 2006 | Mark Feldman & Sylvie Courvoisier | Malphas: Book of Angels Volume 3     | Tzadik           | CD     |
| 2006 | Koby Israelite                    | Orobas: Book of Angels Volume 4      | Tzadik           | CD     |
| 2006 | The Cracow Klezmer Band           | Balan: Book of Angels Volume 5       | Tzadik           | CD     |
| 2006 | Uri Caine                         | Moloch: Book of Angels Volume 6      | Tzadik           | CD     |
| 2007 | Marc Ribot                        | Asmodeus: Book of Angels Volume 7    | Tzadik           | CD     |
| 2007 | Erik Friedlander                  | Volac: Book of Angels Volume 8       | Tzadik           | CD     |
| 2007 | Secret Chiefs 3                   | Xaphan: Book of Angels Volume 9      | Tzadik           | CD     |
| 2008 | Bar Kokhba Sextet                 | Lucifer: Book of Angels Volume 10    | Tzadik           | CD     |
| 2008 | Medeski, Martin & Wood            | Zaebos: Book of Angels Volume 11     | Tzadik           | CD     |
| 2009 | Masada Quinetet & Joe Lovano      | Stolas: Book of Angels Volume 12     | Tzadik           | CD     |
| 2010 | Mycale                            | Mycale: Book of Angels Volume 13     | Tzadik           | CD     |
| 2010 | The Dreamers                      | Ipos: Book of Angels Volume 14       | Tzadik           | CD     |
| 2010 | Ben Goldberg Quartet              | Baal: Book of Angels Volume 15       | Tzadik           | CD     |
| 2010 | Masada String Trio                | Haborym: Book of Angels Volume 16    | Tzadik           | CD     |
| 2011 | Cyro Baptista                     | Caym: Book of Angels Volume 17       | Tzadik           | CD     |
| 2012 | David Krakauer                    | Pruflas: Book of Angels Volume 18    | Tzadik           | CD     |
| 2012 | Shanir Ezra Blumenkranz           | Abraxas: Book of Angels Volume 19    | Tzadik           | CD     |
| 2013 | Pat Metheny                       | Tap: Book of Angels Volume 20        | Tzadik, Nonesuch | CD     |
| 2014 | Eyvind Kang                       | Alastor: Book of Songs Volume 21     | Tzadik           | CD     |
| 2014 | Zion 80                           | Adramelech: Book of Angels Volume 22 | Tzadik           | CD     |
| 2014 | Roberto Rodriguez                 | Aguares: Book of Angels Volume 23    | Tzadik           | CD     |
| 2015 | Klezmerson                        | Amon: Book of Angels Volume 24       | Tzadik           | CD     |
| 2015 | Mycale                            | Gomory: Book of Angels Volume 25     | Tzadik           | CD     |

## Współpraca
| Rok  | Wykonawcy                                                                               | Tytuł                                                                     | Wydawnictwo        | Format         | Wznowienia                                          | Komentarze |
| ---- | --------------------------------------------------------------------------------------- | ------------------------------------------------------------------------- | ------------------ | -------------- | --------------------------------------------------- | --- |
| 1977 | Frank Lowe Orchestra                                                                    | Lowe and Behold                                                           | Musicworks         | LP             | –                                                   | z Johnem Lindbergiem, Peterem Kuhnem, Butchem Morrisem, Phillipem Wilsonem, Eugene’em Chadbourne’em, Frankiem Lowe, Josephem Bowiem, Arthurem Williamsem, Billym Bangiem, Polly Bradfield |
| 1978 | Eugene Chadbourne, Zorn                                                                 | School                                                                    | Parachute          | 2LP            | –                                                   | – |
| 1979 | Eugene Chadbourne, Andrea Centazzo, Tom Cora, Toshinori Kondo, Polly Bradfield, Zorn    | Environment for Sextet                                                    | Ictus              | LP             | New Tone (1995)                                     | |
| 1979 | Andrea Centazzo                                                                         | U.S.A. Concerts                                                           | Ictus              | CD             | New Tone (1995)                                     | z Zornem, Toshinorim Kondo, Eugene’em Chadbourne’em, Polly Bradfield, Tomem Cora |
| 1979 | Eugene Chadbourne                                                                       | 2000 Statues And The English Channel                                      | Parachute          | LP             | –                                                   | – |
| 1980 | Wayne Horvitz                                                                           | Theater for Your Mother                                                   | TFYM004            | kaseta         | –                                                   | Zorn tylko w utworach „Art Thieves“, „No Place Fast“ |
| 1980 | Eugene Chadbourne                                                                       | There'll Be No Tears Tonight                                              | Parachute          | LP             | Fundamental (1987)                                  | Zorn tylko w utworach „Honey Don't”, „Dang Me”, „The Last Word in Lonesome Is Me” und „Swingin' Doors”                                                                                    |
| 1981 | The Chadbournes                                                                         | The Amazing Story of the Chadbournes in America                           | self-release       | kaseta         | –                                                   | wydane też jako część LSD C&W: The History of the Chadbournes in America |
| 1983 | Derek Bailey, George Lewis, Zorn                                                        | Yankees                                                                   | Celluloid          | LP             | Celluloid (1983, 1992), Jimco (1993), Charly (1998) | – |
| 1983 | The Golden Palominos                                                                    | The Golden Palominos                                                      | Celluloid          | LP, CD         | Celluloid (1983)                                    | z Fredem Frithem, Billem Laswellem, Jamaaladeenem Tacumą, Antonem Fierem, Davidem Mossem, Arto Lindsayem, Nickym Skopelitisem, Michaelem Beinhornem, M. E. Millerem                       |
| 1984 | Jim Staley, Zorn                                                                        | OTB                                                                       | Lumina             | LP             | –                                                   | – |
| 1985 | Michiro Sato, Zorn                                                                      | Ganryu Island                                                             | Yukon              | LP             | Tzadik (1998)                                       | – |
| 1985 | Various Artists                                                                         | Lost in the Stars – The Music of Kurt Weill                               | A&M                | LP, CD         | Amiga (1987)                                        | Zorn z utworem „The Little Lieutenant Of The Loving God” |
| 1986 | Steve Beresford, David Troop, Tonie Marshall, Zorn                                      | Deadly Weapons                                                            | Nato               | LP             | Nato (1991, 2005)                                   | – |
| 1986 | JoJo Takayanagi, Zorn                                                                   | Experimental Performance                                                  | Mobys              | LP             | –                                                   | – |
| 1986 | The Sonny Clark Memorial Quartet                                                        | Voodoo                                                                    | Black Saint        | LP, CD, kaseta | –                                                   | z Wayne’em Horvitzem, Rayem Drummondem, Bobbym Previte |
| 1987 | Brötzmann Clarinet Project                                                              | Berlin Djungle                                                            | FMP                | LP             | Atavistic (2004)                                    | z Toshinorim Kondo, Johannesem Bauerem, Alanem Tomlinsonem, Tonym Coe, J.D. Parranem, Ernstem-Ludwigiem Petrowskym, Louisem Sclavisem, Williamem Parkerem, Tonym Oxleyem                  |
| 1987 | Jim Staley                                                                              | Mumbo Jumbo                                                               | Rift               | 2LP            | Einstein Records (1993, 2009)                       | tylko strona D |
| 1988 | Bill Frisell, George Lewis, Zorn                                                        | News for Lulu                                                             | HatHut             | CD             | Hat Hut (1993, 2008)                                | – |
| 1990 | The Intergalactic Maiden Ballet featuring John Zorn                                     | Square Dance                                                              | Tiptoe             | CD, LP         | –                                                   | z Rolandem Philippem, Haraldem Haerterem, Thomasem Jordim, Jojo Mayerem |
| 1992 | Bill Frisell, George Lewis, Zorn                                                        | More News for Lulu                                                        | HatHut             | CD             | Hat Hut (2010)                                      | – |
| 1992 | Bill Laswell, Sonny Sharrock, Fred Frith, Derek Bailey, Charles Noyes, Zorn             | Improvised Music 1981                                                     | MuWorks            | CD             | –                                                   | – |
| 1992 | Otomo Yoshihide                                                                         | We Insist?                                                                | Soundfactory       | CD             | –                                                   | z Hirose Junji, Chino Shuichi, Kato Hideki, Uemura Masahiro, Kondo Yoshiaki |
| 1992 | Various Artists                                                                         | A Confederacy of Dances, Vol. 1: Live Recordings from the Roulette Series | Einstein           | CD             | –                                                   | Zorn z utworem „Sebastopol” |
| 1994 | Fred Frith, Zorn                                                                        | The Art of Memory                                                         | Incus              | CD             | –                                                   | – |
| 1995 | Derek Bailey, William Parker, Zorn                                                      | Harras                                                                    | Avant              | CD             | –                                                   | – |
| 1995 | The Mystic Fugu Orchestra                                                               | Zohar                                                                     | Tzadik             | CD             | –                                                   | Rav Tzitzit (Zorn) i Rav Yechida (Yamatsuka Eye) |
| 1995 | Dekoboko Hajiime & Yamataka Eye                                                         | Naninani                                                                  | Tzadik             | CD             | –                                                   | – |
| 1996 | Eugene Chadbourne, Zorn                                                                 | In Memory of Nikki Arane                                                  | Incus              | CD             | –                                                   | nagrane 1980 |
| 1997 | Medeski, Martin & Wood                                                                  | Bubblehouse                                                               | Gramavision        | CD             | –                                                   | tylko w utworze Dracula Remix |
| 1997 | Zorn & Bobby Previte                                                                    | Euclid's Nightmare                                                        | Depth of Field     | CD             | –                                                   | – |
| 1998 | Wayne Horvitz, Elliott Sharp, Bobby Previte, Zorn                                       | Downtown Lullaby                                                          | Depth of Field     | CD             | –                                                   | – |
| 1998 | Weird Little Boy                                                                        | Weird Little Boy                                                          | Avant              | CD             | ArsNova (????)                                      | z Mikiem Pattonem, Treyem Spruance, Chrisem Cochrane’em, Williamem Winantem |
| 1999 | Tom Johnson, Sven-Åke Johansson, Nicolaus Richter de Vroe, Steffen Schleiermacher, Zorn | Enfants Terribles                                                         | Hat Hut            | CD             | –                                                   | – |
| 1999 | Prelapse                                                                                | Prelapse                                                                  | Avant              | CD             | –                                                   | z Jeffem Hudginsem, Masonem Wendellem, Andym Sanesim, Dane’em Johnsonem, Alexem Lacamoire                                                                                                 |
| 1999 | Various Artists                                                                         | Hallelujah, Anyway – Remembering Tom Cora                                 | Tzadik             | CD             | –                                                   | Zorn w utworach „Casey R.” z Fredem Frithem, Tomem Cora oraz „Pitter Patter Panther” z The Chadbournes                                                                                    |
| 2000 | Fred Frith, Toyozumi Yoshisaburo, Onnyk, Zorn                                           | Ars Longa Dens Brevis                                                     | Allelopathy        | CD             | –                                                   | – |
| 2002 | Mike Patton, Ikue Mori, Zorn                                                            | Hemophiliac                                                               | Tzadik             | CD             | –                                                   | – |
| 2003 | Buck Jam Tonic                                                                          | Buck Jam Tonic                                                            | WildDisc           | CD, LP         | –                                                   | z Billem Laswellem, Tatsuya Nakamura |
| 2004 | Yamataka Eye, Zorn                                                                      | Naninani II                                                               | Tzadik             | CD             | –                                                   | – |
| 2005 | The Cracow Klezmer Band Plays John Zorn                                                 | Sanatorium Under the Sign of the Hourglass: A Tribute to Bruno Schultz    | Tzadik             | CD             | –                                                   | – |
| 2006 | Fred Frith, Zorn                                                                        | The Art of Memory II                                                      | Fred, ReR Megacorp | CD             | –                                                   | – |
| 2006 | Dave Douglas, Mike Patton, Bill Laswell, Rob Burger, Ben Perowsky, Zorn                 | The Stone: Issue One                                                      | Tzadik             | CD             | –                                                   | – |
| 2008 | Lou Reed, Laurie Anderson, Zorn                                                         | The Stone: Issue Three                                                    | Tzadik             | CD             | –                                                   | – |
| 2010 | Fred Frith, Zorn                                                                        | Late Works                                                                | Tzadik             | CD             | –                                                   | – |
| 2011 | Rova:Zorn                                                                               | The Receiving Surfaces                                                    | Metalanguage       | LP             | –                                                   | – |
| 2013 | Thurston Moore, Zorn                                                                    | @                                                                         | Tzadik             | CD             | –                                                   | – |
| 2013 | Master Musicians of Jajouka                                                             | The Road to Jajouka                                                       | Howe Records       | CD             | –                                                   | Zorn w „Djebala Hills” z Falu, Flea i Billym Martinem |
| 2014 | Wadada Leo Smith-George Lewis-John Zorn                                                 | Sonic Rivers                                                              | Tzadik             | CD             | –                                                   | – |
| 2014 | David Smith / Bill Laswell / John Zorn                                                  | The Dream Membrane                                                        | Tzadik             | CD             | –                                                   | – |